# The Bastard Executioner
The Bastard Executioner est une série télévisée américaine en dix épisodes de 42 minutes créée par Kurt Sutter et diffusée entre le 15 septembre 2015 et le 17 novembre 2015 sur FX et sur FX Canada.
Cette série est inédite dans tous les pays francophones.
Le générique de la série est chanté par le chanteur Ed Sheeran, qui y fait plusieurs apparitions en tant qu'acteur.

## Synopsis
La série se place dans le Pays de Galles au début du XIVe siècle. Wilkin Brattle, chevalier gallois trahi par son suzerain, a été laissé pour mort sur un champ de bataille. Guéri, il vit désormais sous une fausse identité dans un village paysan. Marié, il attend un enfant lorsque la tyrannie du seigneur local le pousse à se révolter. En réaction, le baron Erik Ventris fait massacrer la population du village, dont la femme de Brattle. Celui-ci, avec quelques compagnons, décide dès lors de se venger.

## Distribution
- Lee Jones : Wilkin Brattle
- Stephen Moyer : Milus Corbett
- Flora Spencer-Longhurst (en) : Baroness Lowry « Love » Aberffraw Ventris
- Kurt Sutter : The Dark Mute
- Kyle Rees (en) : Calo Caine
- Sam Spruell : Toran Prichard
- Katey Sagal : Annora of the Alders
- Darren Evans : Ash y Goedwig
- Danny Sapani : Berber the Moor
- Timothy V. Murphy (en) : Father Ruskin
- Sarah White : Isabel Kiffin
- Sarah Sweeney : Jessamy Maddox
- Ethan Griffiths : Luca Maddox
- Elen Rhys : Petra Brattle

## Développement
Faute d'avoir trouvé un large public, la série est stoppée à la fin de la première saison. Le 18 novembre 2015, FX annonce l'arrêt de la série.

## Épisodes

### Épisode 1: titre français inconnu (Pilot - Part 1)
- États-Unis /  Canada : 15 septembre 2015

### Épisode 2: titre français inconnu (Pilot - Part 2)
- États-Unis /  Canada : 15 septembre 2015

### Épisode 3: titre français inconnu (Effigy/Delw)
- États-Unis /  Canada : 22 septembre 2015

### Épisode 4: titre français inconnu (A Hunger/Newyn)
- États-Unis /  Canada : 29 septembre 2015

### Épisode 5: titre français inconnu (Piss Profit/Troeth Elw)
- États-Unis /  Canada : 6 octobre 2015

### Épisode 6: titre français inconnu (Thorns / Drain)
- États-Unis /  Canada : 13 octobre 2015

### Épisode 7: titre français inconnu (Behold the Lamb/Gweled yr Oen)
- États-Unis /  Canada : 20 octobre 2015

### Épisode 8: titre français inconnu (Broken Things/Pethau Toredig)
- États-Unis /  Canada : 3 novembre 2015

### Épisode 9: titre français inconnu (The Bernadette Maneuver/Cynllwyn Bernadette)
- États-Unis /  Canada : 10 novembre 2015

### Épisode 10: titre français inconnu (Blood and Quiescence/Crau a Chwsg
- États-Unis /  Canada : 17 novembre 2015